# Listriolobus pelodes
Listriolobus pelodes是螠蟲目螠蟲科铲荚螠属的一個物種。螠蟲目現時屬於多毛綱。這物種可在東北太平洋的淺海中發現，在加利福尼亞州的海岸附近。牠們住在於軟沉積物建造的棲管裡。

## 概述
Listriolobus pelodes有微胖的身軀、腸形的身體，約4（1.6英寸）長及2至3（0.79至1.18英寸）闊。從身體前端有一個可延伸的勺形長鼻（吻部）突出，口在這個長鼻的腹側基部。有一對鉤狀剛毛（鬃毛）從其口之後的身體腹部表面伸出，而在這對剛毛附近有一對原腎。肛門在身體的後端。在腸的後端的兩側有兩個肛門囊泡，用於呼吸。
身體呈半透明的綠色，在其體壁有八個縱向的肌肉束。

## 分佈
本物種分佈於北美洲沿岸，從加州北部到下加利福尼亞，水深約18至155（59至509英尺），住在細沙與泥混合的地方，那裡有豐富的有機物。